# Iskyr (gmina)
Iskyr (bułg.: Община Искър)  − gmina w północnej Bułgarii, w obwodzie Plewen.

## Miejscowości
Miejscowości wchodzące w skład gminy Iskyr:
- Dołni Łukowit (bułg.: Долни Луковит),
- Iskyr (bułg.: Искър) - stolica gminy,
- Pisarowo (bułg.: Писарово),
- Starosełci (bułg.: Староселци).